# Ensley, Florida
Ensley är en ort (CDP) i Escambia County, i delstaten Florida, USA. Enligt United States Census Bureau har orten en folkmängd på 20 602 invånare (2010) och en landarea på 31,5 km².